# Chris White (musicista 1943)
Christopher Taylor White (Barnet, 7 marzo 1943) è un musicista britannico. Raggiunse la notorietà a metà degli anni '60 come bassista e occasionalmente cantante solista del gruppo rock The Zombies, dei cui brani fu uno dei principali contributori sia per le musiche che per i testi. È stato inserito nella Rock and Roll Hall of Fame nel 2019 come membro degli Zombies. 

## Carriera

### Primi anni
White nacque il 7 marzo 1943 a Barnet, nell'Hertfordshire, da Harold White, ispettore degli autobus della London Transport, e da sua moglie Nan. La famiglia si trasferì presto a Markyate, nell'Hertfordshire, dove i suoi genitori Harold e Nan White erano proprietari di un negozio del villaggio, che vendeva generi alimentari, ferramenta, vernici e mobili. Nel suo passatempo, Harold White suonava il contrabbasso in orchestre da ballo che eseguivano la musica di Glenn Miller e di altre swing band; fu lui a impartire al figlio la sua prima educazione musicale, suonando la chitarra insieme a White e l'ukulele. C'era anche un pianoforte in casa.   White frequentò la St Albans County Grammar School, nell'Hertfordshire, dove incontrò Colin Blunstone, incontrando in seguito Rod Argent, Paul Atkinson e Hugh Grundy che frequentavano la St. Albans School, i musicisti che divennero gli Zombies. 

### Gli Zombies
White sostituì il primo bassista degli Zombies, Paul Arnold,  e divenne uno dei due principali autori delle canzoni della band, insieme a Rod Argent. Scrisse due brani per il loro album di debutto negli Stati Uniti, The Zombies, pubblicato nel gennaio 1965. Nell'album di debutto nel Regno Unito, Begin Here, conteneva tre tracce. Per le performance degli Zombie nel film del 1965 Bunny Lake Is Missing White scrisse Nothing's Changed e Remember You.
Seguì un album, Begin Here (che venne ribattezzato The Zombies quando uscì negli Stati Uniti). Appariranno per la prima volta sulla televisione americana il 12 gennaio 1965, quando appariranno nel primo episodio di Hullabaloo.
Gli Zombies avrebbero avuto un altro successo in classifica nel 1964 con Tell Her No. Il gruppo continuò a registrare con successo durante gli anni '60, ma si sciolse nel dicembre 1967, presumibilmente a causa di disaccordi nella direzione.  Nel 1968 uscì un secondo album intitolato Odessey and Oracle, che conteneva la canzone Time of the Season. Time of the Season è uno dei singoli di maggior successo degli Zombies, insieme a She's Not There.
Uno dei principali autori delle canzoni del gruppo, ha scritto anche sette delle dodici canzoni del secondo e ultimo album del gruppo, nonché capolavoro generalmente riconosciuto, Odessey and Oracle. White ha anche contribuito come voce solista a  Butcher's Tale (Western Front 1914) e a una strofa di Brief Candles. Alcune versioni di She's Not There attribuiscono a Chris il ruolo di compositore invece che a Rod Argent. 
La sua canzone I Love You, registrata originariamente dagli Zombies nel 1965, fu un successo per la band People! nel 1968. 
Nel marzo 2008, White iniziò una serie di esibizioni dal vivo con gli altri tre membri sopravvissuti degli Zombies, tra cui le prime esibizioni complete dell'album Odessey e Oracle, in celebrazione del 40° anniversario della sua uscita. 
Sebbene White non faccia parte dell'attuale formazione degli Zombies, si è riunito al gruppo in diversi tour con la formazione originale ancora in vita tra il 2008 e il 2019 per suonare Odessey and Oracle.

### Argent
Dopo lo scioglimento degli Zombies, White contribuì alla scrittura dei testi e alla produzione della carriera solista di Colin Blunstone e della nuova band di Rod Argent, gli Argent. Insieme agli Argent scrisse il successo del 1972 Hold Your Head Up.

### The Chris White Experience
Dal 2019, Chris ha pubblicato materiale inedito sotto il nome di The Chris White Experience, che presenta esibizioni di numerosi artisti noti. A luglio 2021 ha pubblicato cinque volumi di canzoni e un album inedito della band Sparrow.

### Altri lavori
Nel 2007, come parte della band White Circle, ha co-scritto, co-prodotto e suonato l'album The Key con suo figlio Matthew White e sua moglie Vivienne Boucherat. 
Sempre nel 2007/2008, White ha coprodotto e suonato nell'album Featherhead per il suo figlio più giovane, il cantautore londinese JJ White. 
Chris e sua moglie Vivienne Boucherat suonano i cori nell'album My Religion di John Verity del 2016.

## Vita privata
White risiede a Londra. È sposato con Viv Boucherat. White è padre di tre figli: Matthew, Jamie ("JJ") e Sacha. 

## Discografia

### The Zombies

#### Album in studio
- 1965 – Begin Here (Regno Unito) / The Zombies (Stati Uniti)
- 1968 – Odessey and Oracle
- 1990 – The Return of the Zombies / New World (1991)

#### EP
- 1964 – The Zombies